# Vice
Více pomenijo za vernike Rimskokatoliške Cerkve stopnjo priprave duše na vstop v nebesa. Glavni namen vic je očiščenje grehov, zato se vice v številnih jezikih tudi tako imenujejo, na primer hrvaško: čistilište, latinsko: purgatorium (očiščevalnica).
Po nauku Rimskokatoliške Cerkve vsak greh zahteva kazen. Tisti ljudje, ki se s svojimi grehi res popolnoma odvrnejo od Boga, pridejo po smrti v pekel; tisti, ki se svojih grehov kesajo, pa imajo možnost priti v nebesa - a ne takoj. 
Najprej se morajo odkupiti za svoje grehe. Rimskokatoliška cerkev uči, da lahko dušam v vicah skrajšamo njihovo časno kazen, če zanje molimo. Grešniki si lahko še za časa življenja skrajšajo bodočo časno kazen z odpustki, ki jih Cerkev (papež) podeljuje tistim, ki opravijo določeno dejanje pobožnosti in molitve.
Rimskokatoliška cerkev uči tudi, da se lahko vicam izognejo (in pridejo naravnost v nebesa) samo tisti ljudje, ki so se že pred smrtjo dovolj odkupili za svoje grehe (tj. so malo grešili in veliko molili). Taki ljudje so svetniki.
Rimskokatoliška cerkev nadalje uči, da bodo vice po koncu časov (po sodnem dnevu) ukinjene. Takrat bodo ljudje dokončno presojeni in razdeljeni na dobre (zveličane) in slabe (pogubljene).
Pravoslavni kristjani in protestanti ne verujejo v vice.